# アセタルクラスプ
アセタルクラスプはホワイトクラスプとも呼ばれ、熱可塑性レジンのアセタルを用いたクラスプのことである。
白い色調で製作ができるため審美的に優れたクラスプを作成する事ができる。

## メタルクラスプとの比較
- 歯の色調と歯肉色と一致した審美的に補綴ができる。
- メタルクラスプと違い緩むことがない。10万回着脱しても変形・磨耗はほとんどないとされている。
- メタルクラスプより低疲労性であり長時間の装着でも快適に使えるとされている。
- 柔軟性があるため対合歯の負担も少ない。

## 色調
アセタルクラスプはビタシェード16種+歯肉色3種+ホワイトニング色3種の計22種の色を使い歯冠色に合わせてクラスプを製作する事ができる

## 厚み
1～3mmの薄さで製作する事ができる。

## 安全性
アセタルは耐久性にすぐれ、またモノマーを含んでいないため生体適合性も高く、心臓や肺などの人工臓器にも用いられる安全性の高い樹脂である。